# María Susana Cipolletti
María Susana Cipolletti (geboren in Buenos Aires) ist eine argentinische Ethnologin und Anthropologin.

## Leben
Sie legte 1976 den M.A. (Buenos Aires) und erwarb 1982 den Dr. phil. in München. Von 1975 bis 1977 war sie wissenschaftliche Assistentin an der Universidad de Buenos Aires. Von 1985 bis 1987 war sie Humboldt-Stipendiatin. Ab 1986 hatte sie Lehraufträge in Bonn, Tübingen, Trier und Freiburg im Breisgau. Als Mitarbeiterin (1988–1989) des Museums für Völkerkunde war sie Lehrbeauftragte in Albert-Ludwigs-Universität Freiburg. Ab 1999 war sie wissenschaftliche Mitarbeiterin der Universität Bonn, wo sie 2006 Professorin wurde.

## Schriften
- Franz Niclutsch. In: Biographisch-Bibliographisches Kirchenlexikon (BBKL). Band 38, Bautz, Nordhausen 2017, ISBN 978-3-95948-259-2, Sp. 1069–1071 (Artikel/Artikelanfang im Internet-Archive).